# آرتور هربرت چرچ
آرتور هربرت چرچ (انگلیسی: Arthur Herbert Church؛ ۲ ژوئن ۱۸۳۴ – ۳۱ مه ۱۹۱۵) یک شیمی‌دان اهل بریتانیا بود.